# Liste der Kulturdenkmäler in Runkel
Die folgende Liste enthält die in der Denkmaltopographie ausgewiesenen Kulturdenkmäler auf dem Gebiet  der  Stadt Runkel, Landkreis Limburg-Weilburg, Hessen.
Hinweis: Die Reihenfolge der Denkmäler in dieser Liste orientiert sich zunächst an Stadtteilen und anschließend der Anschrift, alternativ ist sie auch nach der Bezeichnung, der vom Landesamt für Denkmalpflege vergebenen Nummer oder der Bauzeit sortierbar.
Kulturdenkmäler werden fortlaufend im Denkmalverzeichnis des Landes Hessen durch das Landesamt für Denkmalpflege Hessen auf Basis des Hessischen Denkmalschutzgesetzes (HDSchG) geführt. Die Schutzwürdigkeit eines Kulturdenkmals hängt nicht von der Eintragung in das Denkmalverzeichnis des Landes Hessen oder der Veröffentlichung in der Denkmaltopographie ab.

## Kulturdenkmäler nach Ortsteilen

### Arfurt
| Bild                        | Bezeichnung                               | Lage | Beschreibung                                                             | Bauzeit                | Objekt-Nr. |
| --------------------------- | ----------------------------------------- | --- | ------------------------------------------------------------------------ | ---------------------- | ---------- |
| Bild gesucht BW             |                                           | Am Kunzeberg 2 LageFlur: 1, Flurstück: 33/4 |                                                                          | 1625 bis 1675          | 51912 DDB  |
| Bild gesucht BW             |                                           | Am Kunzeberg 7 LageFlur: 2, Flurstück: 39 |                                                                          | 1725 bis 1775          | 51913 DDB  |
| Bild gesucht BW             |                                           | An der Linde 4 LageFlur: 1, Flurstück: 28/1 |                                                                          | 1845                   | 51914 DDB  |
| Bild gesucht BW             | Friedhofskapelle                          | Auf dem Mühlacker o. Nr. LageFlur: 3, Flurstück: 44/3 |                                                                          | Ende 19. Jahrhundert   | 51915 DDB  |
| Bild gesucht BW             | Sachgesamtheit Eisenbahn, Lahntalbahn III | Eisenbahn von Wetzlar nach Koblenz Hbf, Tiefenbach, Seelbach, Obernhain, Niederbach, Langgasse 54, In der Au, Im Sandberg, Im Bornberg LageFlur: 3, 4, 8, Flurstück: 138/1, 138/3–5, 169, 194, 218, 232, 239, 255, 293, 294/1, 294/2, 298, 299, 300, 135, 138, 146, 147, 148 |                                                                          |                        | 953753 DDB |
| Bild gesucht BW             | Alter Kirchhof                            | Langgasse o. Nr. LageFlur: 2, Flurstück: 73 |                                                                          |                        | 51917 DDB  |
| Alte Schule                 | Alte Schule                               | Langgasse 10 LageFlur: 1, Flurstück: 254/58 |                                                                          | 1832                   | 51916 DDB  |
| weitere Bilder              | Katholische Pfarrkirche St. Lambert       | Langgasse 12 LageFlur: 1, Flurstück: 57/1 |                                                                          | 1829                   | 51919 DDB  |
| Denkmal 1914/18 (ohne Abb.) | Denkmal 1914/18 (ohne Abb.)               | Langgasse 12 (bei Kirche) LageFlur: 1, Flurstück: 57/1 |                                                                          | 1926                   | 51918 DDB  |
| Kath. Pfarrhaus             | Kath. Pfarrhaus                           | Langgasse 22 LageFlur: 1, Flurstück: 47/4 |                                                                          | 1807 bis 1857          | 51920 DDB  |
| Bild gesucht BW             |                                           | Langgasse 44 LageFlur: 3, Flurstück: 188 |                                                                          | 1690                   | 51921 DDB  |
| weitere Bilder              | Streckenwärterhaus mit Stallschuppen      | Langgasse 54 LageFlur: 3, Flurstück: 169 |                                                                          | 1862                   | 51922 DDB  |
| Bild gesucht BW             | Bildstock                                 | Obernhain (Landstraße nach Runkel (K 464)) LageFlur: 4, Flurstück: 304 |                                                                          | 1825 bis 1875          | 51923 DDB  |
| Bild gesucht BW             | Marienkapelle                             | Steinkaut LageFlur: 4, Flurstück: 244/2 |                                                                          | 1716                   | 51924 DDB  |
| weitere Bilder              | Jüdischer Friedhof                        | Steinkaut (außerhalb der Ortslage) LageFlur: 4, Flurstück: 287 | Jüdischer Friedhof in Arfurt, Kulturdenkmal aus geschichtlichen Gründen. | Anfang 19. Jahrhundert | 51925 DDB  |

### Dehrn
| Bild                       | Bezeichnung                    | Lage                                                                                       | Beschreibung                        | Bauzeit | Objekt-Nr. |
| -------------------------- | ------------------------------ | ------------------------------------------------------------------------------------------ | ----------------------------------- | ------- | ---------- |
| weitere Bilder             | St. Nikolausbrücke             | Brückenstraße (L 3448), Leinpfad, Lahn, L 3448 LageFlur: 15, 48, Flurstück: 1, 6, 228, 241 |                                     | 1946–48 | 445926 DDB |
| Bild gesucht BW            | Bildstock                      | Burgfriedenstraße o. Nr. LageFlur: 49, Flurstück: 82                                       |                                     |         | 51930 DDB  |
| Kath. Kapelle St. Nikolaus | Kath. Kapelle St. Nikolaus     | Burgfriedenstraße 10 LageFlur: 49, Flurstück: 27                                           |                                     |         | 51931 DDB  |
| Ehem. Burgmannenhof        | Ehem. Burgmannenhof            | Burgfriedenstraße 15, 16 LageFlur: 49, Flurstück: 21, 22                                   |                                     |         | 51929 DDB  |
| Bild gesucht BW            | Einhaus-Gehöft                 | Burgfriedenstraße 25 LageFlur: 49, Flurstück: 13                                           |                                     |         | 51932 DDB  |
| Bild gesucht BW            | Kapelle                        | Friedhofsweg 9 LageFlur: 48, Flurstück: 85                                                 |                                     |         | 51933 DDB  |
| Bild gesucht BW            |                                | Fronstraße 2 LageFlur: 48, Flurstück: 194                                                  |                                     |         | 51934 DDB  |
| Bild gesucht BW            | Gesamtanlage                   | Gesamtanlage Dehrn Lage                                                                    |                                     |         | 51927 DDB  |
| Bild gesucht BW            |                                | Hintergasse 3 LageFlur: 48, Flurstück: 12                                                  |                                     |         | 51936 DDB  |
| weitere Bilder             | Kath. Pfarrkirche St. Nilolaus | Kirchgasse 5 LageFlur: 50, Flurstück: 75                                                   |                                     | 1924/26 | 51935 DDB  |
| Bild gesucht BW            | Fabrikantenvilla               | Niedertiefenbacher Weg 1, 1a LageFlur: 48, Flurstück: 105, 106                             |                                     |         | 51937 DDB  |
| Ehem. Rathaus und Schule   | Ehem. Rathaus und Schule       | Römerstraße 7 LageFlur: 48, Flurstück: 215/2                                               |                                     | 1871    | 51939 DDB  |
| weitere Bilder             | Burg Dehrn                     | Schloßstraße 23, In dem Schloßberg LageFlur: 48, Flurstück: 91, 93                         |                                     |         | 51928 DDB  |
| Bild gesucht BW            |                                | Steingasse 4, 6 LageFlur: 48, Flurstück: 212, 213/1                                        | Wohnhaus einer ehemaligen Hofreite. |         | 51941 DDB  |
| Bild gesucht BW            | Wappenstein                    | Steingasse 26 LageFlur: 48, Flurstück: 33                                                  |                                     |         | 51940 DDB  |
| Bild gesucht BW            | Brunnen                        | Steingasse (beim Rathaus) LageFlur: 48, Flurstück: 215/1                                   |                                     |         | 51938 DDB  |
| Bild gesucht BW            |                                | Wilhelmstraße 3 LageFlur: 49, Flurstück: 10                                                | Wohnhaus einer früheren Hofreite.   |         | 51942 DDB  |

### Ennerich
| Bild               | Bezeichnung                               | Lage | Beschreibung | Bauzeit       | Objekt-Nr. |
| ------------------ | ----------------------------------------- | --- | ------------ | ------------- | ---------- |
| Bild gesucht BW    | Sachgesamtheit Eisenbahn, Lahntalbahn III | Eisenbahn, Wingertsberg, Schanze, Landgraben, Kirchfeld, Hammerberg, Emsbach LageFlur: 2, Flurstück: 101, 102, 143, 171, 23, 33, 39, 40, 41, 46/2, 47, 48, 49, 50/1, 50/2, 82 |              |               | 953282 DDB |
| Bild gesucht BW    | Ennericher Tunnel                         | Eisenbahn von Limburg nach Giessen, Hammerberg, Eisenbahn LageFlur: 1, 2, Flurstück: 456, 142, 39                                                                             |              | 1860–62       | 952441 DDB |
| Evang. Pfarrkirche | Evang. Pfarrkirche                        | Limburger Straße LageFlur: 3, Flurstück: 130 |              | 1695 bis 1705 | 51943 DDB  |
| weitere Bilder     |                                           | Limburger Straße 9 LageFlur: 3, Flurstück: 30/1 |              | 1687          | 51945 DDB  |
|                    |                                           | Limburger Straße 11 LageFlur: 3, Flurstück: 29/1 |              | 1725 bis 1775 | 51946 DDB  |
| weitere Bilder     | Denkmal des Schanzengrabes                | Schanze LageFlur: 2, Flurstück: 50/1 |              | 1796          | 51947 DDB  |

### Eschenau
| Bild                                               | Bezeichnung                                        | Lage                                                                                       | Beschreibung | Bauzeit       | Objekt-Nr. |
| -------------------------------------------------- | -------------------------------------------------- | ------------------------------------------------------------------------------------------ | ------------ | ------------- | ---------- |
| Evangelische Kapelle                               | Evangelische Kapelle                               | Bergstraße o. Nr. LageFlur: 6, Flurstück: 45, 46                                           |              | 1699          | 51948 DDB  |
| Bild gesucht BW                                    |                                                    | Bergstraße 8 LageFlur: 6, Flurstück: 33                                                    |              |               | 87004 DDB  |
| Eschenauer Mühle (Ehem. 'Burg' und Mühle Eschenau) | Eschenauer Mühle (Ehem. 'Burg' und Mühle Eschenau) | Eschenauer Mühle 1, Eschenauer Mühle, Der Kerkerbach LageFlur: 7, 10, Flurstück: 31, 19, 8 |              |               | 52844 DDB  |
| Ehemaliges Backhaus                                | Ehemaliges Backhaus                                | Hofener Straße 1 LageFlur: 5, Flurstück: 51                                                |              | 1725 bis 1775 | 51949 DDB  |
| Bild gesucht BW                                    |                                                    | Hofener Straße 3 LageFlur: 5, Flurstück: 50                                                |              | 1845 bis 1855 | 51950 DDB  |
| Bild gesucht BW                                    |                                                    | Hofener Straße 7 LageFlur: 5, Flurstück: 48/1                                              |              | 1725 bis 1775 | 51951 DDB  |

### Hofen
| Bild               | Bezeichnung        | Lage                                                                                | Beschreibung                                                                   | Bauzeit                | Objekt-Nr. |
| ------------------ | ------------------ | ----------------------------------------------------------------------------------- | ------------------------------------------------------------------------------ | ---------------------- | ---------- |
| Denkmal            | Denkmal            | Eschenauer Straße o. Nr. LageFlur: 3, Flurstück: 16                                 |                                                                                | 1909                   | 51953 DDB  |
| Gesamtanlage       | Gesamtanlage       | Gesamtanlage Hofen Lage                                                             |                                                                                | 1825 bis 1875          | 51954 DDB  |
| Hofener Mühle      | Hofener Mühle      | Hofener Mühle 1, Kerkerbach, In den Neuwiesen LageFlur: 5, Flurstück: 188, 198, 207 |                                                                                | 1825 bis 1875          | 51961 DDB  |
| Friedhof           | Friedhof           | In der Weizgewann LageFlur: 3, Flurstück: 4                                         |                                                                                | 1825 bis 1875          | 51955 DDB  |
| Bild gesucht BW    |                    | Kerkerbachtalstraße o. Nr. LageFlur: 3, Flurstück: 70                               |                                                                                |                        | 821664     |
| Bild gesucht BW    | Scheune            | Kerkerbachtalstraße 23 LageFlur: 3, Flurstück: 62                                   |                                                                                | 1825 bis 1835          | 51956 DDB  |
| Alte Rathausschule | Alte Rathausschule | Unterdorfstraße 1 LageFlur: 3, Flurstück: 88                                        |                                                                                | 1820                   | 51957 DDB  |
| Evang. Pfarrkirche | Evang. Pfarrkirche | Unterdorfstraße 2 LageFlur: 2, Flurstück: 86                                        |                                                                                | 1740                   | 51958 DDB  |
| Großscheune        | Großscheune        | Wiesenstraße 2 LageFlur: 3, Flurstück: 91                                           | Erbaut zwischen 1750 und 1800, größte ihrer Art im Landkreis Limburg-Weilburg. | Anfang 19. Jahrhundert | 51959 DDB  |

### Runkel
| Bild                                       | Bezeichnung                                | Lage | Beschreibung                      | Bauzeit                | Objekt-Nr. |
| ------------------------------------------ | ------------------------------------------ | --- | --------------------------------- | ---------------------- | ---------- |
| Katholische Pfarrkirche Mariae Heimsuchung | Katholische Pfarrkirche Mariae Heimsuchung | Auf dem Kreiser 8 LageFlur: 3, Flurstück: 115 |                                   | 1955                   | 51877 DDB  |
| Bahnhof Runkel                             | Bahnhof Runkel                             | Bahnhofstraße 5, 7 LageFlur: 3, Flurstück: 125/13, 125/15 |                                   | 1862                   | 51880 DDB  |
| Schleusenwärterhaus                        | Schleusenwärterhaus                        | Bahnhofstraße 8 LageFlur: 3, Flurstück: 131/3 |                                   | 1842                   | 51874 DDB  |
| Laufbrunnen                                | Laufbrunnen                                | Borngasse o.Nr. LageFlur: 2, Flurstück: 111/1 | Brunnenstele aus einem Lahnmarmor | 1854                   | 51878 DDB  |
| Kirchturm und Stadtmauer                   | Kirchturm und Stadtmauer                   | Burgstraße o. Nr., Burgstraße 35, 37, 39 LageFlur: 2, Flurstück: 63, 65, 66, 69, 76/1 |                                   | 1325 bis 1375          | 51857 DDB  |
| Ehemaliges Amtsgericht                     | Ehemaliges Amtsgericht                     | Burgstraße 4 LageFlur: 2, Flurstück: 305 |                                   | 1887                   | 51879 DDB  |
| weitere Bilder                             | Doppelwohnhaus                             | Burgstraße 5, 7 LageFlur: 2, Flurstück: 247/2, 248, 249 |                                   | 1707                   | 51881 DDB  |
| weitere Bilder                             | Alte Amtsapotheke, Zollhaus und Brücke     | Burgstraße 10 LageFlur: 2, Flurstück: 257 |                                   | 1795 bis 1805          | 51882 DDB  |
| weitere Bilder                             | Wohnhaus                                   | Burgstraße 13 LageFlur: 2, Flurstück: 252 |                                   | Anfang 18. Jahrhundert | 51883 DDB  |
| weitere Bilder                             | Wohnhaus                                   | Burgstraße 15 LageFlur: 2, Flurstück: 253/2 |                                   | 1702                   | 51884 DDB  |
| Alte Schule                                | Alte Schule                                | Burgstraße 16 LageFlur: 2, Flurstück: 260/1 |                                   | 1825                   | 51885 DDB  |
| weitere Bilder                             | Wohnhaus                                   | Burgstraße 17 LageFlur: 2, Flurstück: 254/5 |                                   | 1725 bis 1775          | 51886 DDB  |
| weitere Bilder                             | Evangelische Pfarrkirche                   | Burgstraße 20 LageFlur: 2, Flurstück: 262 |                                   |                        | 51887 DDB  |
| weitere Bilder                             | Wohnhaus                                   | Burgstraße 25 LageFlur: 2, Flurstück: 52 |                                   | 1711                   | 51888 DDB  |
| weitere Bilder                             | Wohnhaus                                   | Burgstraße 27 LageFlur: 2, Flurstück: 51 |                                   | Anfang 18. Jahrhundert | 51889 DDB  |
| weitere Bilder                             | Wohnhaus                                   | Burgstraße 30 LageFlur: 2, Flurstück: 273/1 |                                   | 1725 bis 1775          | 51890 DDB  |
| Ehemaliges Burgmannenhaus                  | Ehemaliges Burgmannenhaus                  | Burgstraße 31 LageFlur: 2, Flurstück: 62 |                                   |                        | 51891 DDB  |
| weitere Bilder                             | Wohnhaus                                   | Burgstraße 37 LageFlur: 2, Flurstück: 66 |                                   |                        | 51892 DDB  |
| Alte Schmiede                              | Alte Schmiede                              | Burgstraße 45 (Lahngasse) LageFlur: 2, Flurstück: 94 |                                   | 1875 bis 1925          | 51895 DDB  |
| Ehemalige Stadtmühle und Lahnwehr          | Ehemalige Stadtmühle und Lahnwehr          | Burgstraße 57 LageFlur: 2, Flurstück: 106/1 |                                   |                        | 51876 DDB  |
| Bild gesucht BW                            | Sachgesamtheit Eisenbahn, Lahntalbahn III  | Eisenbahn, Wehrberge, Lahn (Gew. I), Lach, Katzestein, Eisenbahn von Limburg nach Giessen, Bahnhofstraße, Am Heidchen 3, Am Heidchen LageFlur: 1, 3, 4, Flurstück: 454, 456, 457, 89/1, 90/12, 90/14, 90/16, 125/16, 153, 159, 168 |                                   |                        | 953280 DDB |
| Bild gesucht BW                            | Bahnhof Kerkerbach                         | Eisenbahn von Limburg nach Giessen, Am Heidchen 3 LageFlur: 1, 24, Flurstück: 90/14, 26 |                                   |                        | 952440 DDB |
| Gesamtanlage                               | Gesamtanlage                               | Gesamtanlage Altstadt Lage |                                   |                        | 51852 DDB  |
| Gesamtanlage                               | Gesamtanlage                               | Gesamtanlage Runkeler Neustadt Lage |                                   | 1895 bis 1905          | 51854 DDB  |
| weitere Bilder                             | Jüdischer Friedhof                         | Friedhof o. Nr. LageFlur: 1, Flurstück: 327 |                                   |                        | 51910 DDB  |
| weitere Bilder                             | Alte Schmiede                              | Lahngasse 6 LageFlur: 2, Flurstück: 83 |                                   | 1606                   | 51893 DDB  |
| Bild gesucht BW                            | Lahnschleuse                               | Lahn (Gew. I) LageFlur: 3, Flurstück: 137, 138/3, 138/4 |                                   | 1841/42                | 51873 DDB  |
| Alte Lahnbrücke                            | Alte Lahnbrücke                            | Lahn (Gew. I) LageFlur: 3, Flurstück: 137, 138/3, 138/4 |                                   |                        | 51872 DDB  |
| weitere Bilder                             | Alte Badeanstalt                           | Lahn Insel LageFlur: 3, Flurstück: 136 |                                   | 1939                   | 51875 DDB  |
| weitere Bilder                             | Wohnhaus                                   | Linsenberg 3 LageFlur: 2, Flurstück: 192 |                                   | 1725 bis 1775          | 51894 DDB  |
| weitere Bilder                             | Sogenanntes Zehnthaus                      | Linsenberg 7 LageFlur: 2, Flurstück: 200 |                                   | 1795 bis 1805          | 51896 DDB  |
| weitere Bilder                             | Wohnhaus                                   | Linsenberg 8 LageFlur: 2, Flurstück: 200 |                                   |                        | 51897 DDB  |
|                                            |                                            | Linsenberg 10 LageFlur: 2, Flurstück: 198 |                                   |                        | 51898 DDB  |
| weitere Bilder                             | Wohnhaus                                   | Linsenberg 18 LageFlur: 2, Flurstück: 156 |                                   |                        | 51899 DDB  |
| weitere Bilder                             |                                            | Linsenberg 26 LageFlur: 2, Flurstück: 146/2 |                                   | Anfang 18. Jahrhundert | 51900 DDB  |
|                                            |                                            | Obertorstraße 2 LageFlur: 2, Flurstück: 233 |                                   |                        | 51902 DDB  |
|                                            |                                            | Obertorstraße 3 LageFlur: 2, Flurstück: 214 |                                   |                        | 51901 DDB  |
| weitere Bilder                             | Ehem. Oberförsterei                        | Obertorstraße 14 LageFlur: 1, Flurstück: 239/1 |                                   | 1836                   | 51903 DDB  |
| weitere Bilder                             |                                            | Obertorstraße 15 LageFlur: 1, Flurstück: 252 |                                   | 1840                   | 51904 DDB  |
| Wasserhochbehälter                         | Wasserhochbehälter                         | Schadecker Straße o. Nr. LageFlur: 3, Flurstück: 10/3 |                                   | 1913                   | 51911 DDB  |
| weitere Bilder                             |                                            | Schadecker Straße 5 LageFlur: 3, Flurstück: 38/2 |                                   | 1845                   | 51905 DDB  |
| weitere Bilder                             | Burg Runkel                                | Schloßplatz, Schloßplatz 2, Burgstraße 16 LageFlur: 2, Flurstück: 260/1, 295, 296, 297 |                                   | 1125 bis 1175          | 51856 DDB  |
| weitere Bilder                             | Denkmal 1870/71                            | Schloßplatz o. Nr. LageFlur: 2, Flurstück: 204/1 |                                   | 1904                   | 51909 DDB  |
| Spritzenhaus/Ehemalige Zehntscheune        | Spritzenhaus/Ehemalige Zehntscheune        | Schloßplatz o. Nr. LageFlur: 2, Flurstück: 301 |                                   | Ende 19. Jahrhundert   | 51906 DDB  |
| Ehem. Kanzlei und Rathaus                  | Ehem. Kanzlei und Rathaus                  | Schloßplatz 1 LageFlur: 2, Flurstück: 204/2 |                                   | 1695 bis 1705          | 51907 DDB  |
| Brunnenpumpe                               | Brunnenpumpe                               | Schloßplatz 1 LageFlur: 2, Flurstück: 204/2 |                                   | 1845 bis 1855          | 51908 DDB  |

### Schadeck
| Bild               | Bezeichnung        | Lage                                                                                             | Beschreibung | Bauzeit                | Objekt-Nr. |
| ------------------ | ------------------ | ------------------------------------------------------------------------------------------------ | ------------ | ---------------------- | ---------- |
| Bild gesucht BW    | Gesamtanlage       | Gesamtanlage Schloßstraße Lage                                                                   |              | 1695 bis 1705          | 51963 DDB  |
| Brunnen            | Brunnen            | Mittelstraße o. Nr. LageFlur: 2, Flurstück: 220                                                  |              | 1853                   | 51966 DDB  |
|                    |                    | Mittelstraße 6 LageFlur: 2, Flurstück: 241                                                       |              | 1725 bis 1775          | 51967 DDB  |
|                    |                    | Mittelstraße 20 LageFlur: 2, Flurstück: 236/2                                                    |              |                        | 51968 DDB  |
|                    |                    | Mittelstraße 24 LageFlur: 2, Flurstück: 242                                                      |              | 1695 bis 1705          | 51969 DDB  |
| Ehem. Pfarrhaus    | Ehem. Pfarrhaus    | Schloßstraße 24 LageFlur: 2, Flurstück: 328                                                      |              | Anfang 19. Jahrhundert | 51970 DDB  |
| weitere Bilder     | Schloß Schadeck    | Schloßstraße 30, 32, 34, Schloßstraße LageFlur: 2, Flurstück: 206, 207, 208, 209/1, 209/2, 321/1 |              |                        | 51964 DDB  |
| Evang. Kirche      | Evang. Kirche      | Schloßstraße 36 LageFlur: 2, Flurstück: 211                                                      |              | 1691                   | 51965 DDB  |
| Wasserhochbehälter | Wasserhochbehälter | Weilburger Straße o. Nr. LageFlur: 2, Flurstück: 109                                             |              | 1916                   | 51971 DDB  |

### Steeden
| Bild                   | Bezeichnung                               | Lage | Beschreibung | Bauzeit       | Objekt-Nr. |
| ---------------------- | ----------------------------------------- | --- | ------------ | ------------- | ---------- |
| Alte Mühle             | Alte Mühle                                | Alte Mühle, Kerkerbach LageFlur: 1, 23, Flurstück: 1, 49                                                               |              |               | 51975 DDB  |
| Bild gesucht BW        | Streckenhaus der Lahntalbahn              | Am Heidchen 5 LageFlur: 24, Flurstück: 25/1                                                                            |              | 1862          | 51976 DDB  |
| Bild gesucht BW        |                                           | Bachstraße 9 LageFlur: 7, Flurstück: 125/1                                                                             |              | 1725 bis 1775 | 51973 DDB  |
| Bild gesucht BW        | Sachgesamtheit Eisenbahn, Lahntalbahn III | Eisenbahn von Limburg nach Giessen, Ueber der Bach, Lahn (N.Fl.Gew.I), LageFlur: 24, Flurstück: 25/1, 25/2, 26, 33, 34 |              |               | 953281 DDB |
| Evang. Johanniskapelle | Evang. Johanniskapelle                    | Kirchberg o. Nr. LageFlur: 6, Flurstück: 37                                                                            |              | 1125 bis 1175 | 51972 DDB  |
| Bild gesucht BW        | Neue Mühle                                | Neue Muehle o. Nr. LageFlur: 26, Flurstück: 247                                                                        |              | 1825          | 51974 DDB  |

### Wirbelau
| Bild            | Bezeichnung    | Lage                                                  | Beschreibung | Bauzeit                | Objekt-Nr. |
| --------------- | -------------- | ----------------------------------------------------- | ------------ | ---------------------- | ---------- |
| Bild gesucht BW | Gesamtanlage   | Gesamtanlage Hauptstraße 24–30 Lage                   |              | Anfang 19. Jahrhundert | 51977 DDB  |
| Bild gesucht BW |                | Hauptstraße 26 LageFlur: 2, Flurstück: 103/3          |              |                        | 51979 DDB  |
| Bild gesucht BW |                | Hinterstraße 4 LageFlur: 1, Flurstück: 67/13          |              | 1745 bis 1755          | 51980 DDB  |
| Bild gesucht BW |                | Hinterstraße 5 LageFlur: 1, Flurstück: 3              |              | 1745 bis 1755          | 51981 DDB  |
| Evang. Kapelle  | Evang. Kapelle | Kirchweg o. Nr. LageFlur: 2, Flurstück: 281, 282, 283 |              | 1095 bis 1105          | 51982 DDB  |